# Matthijs Schoevaerdts

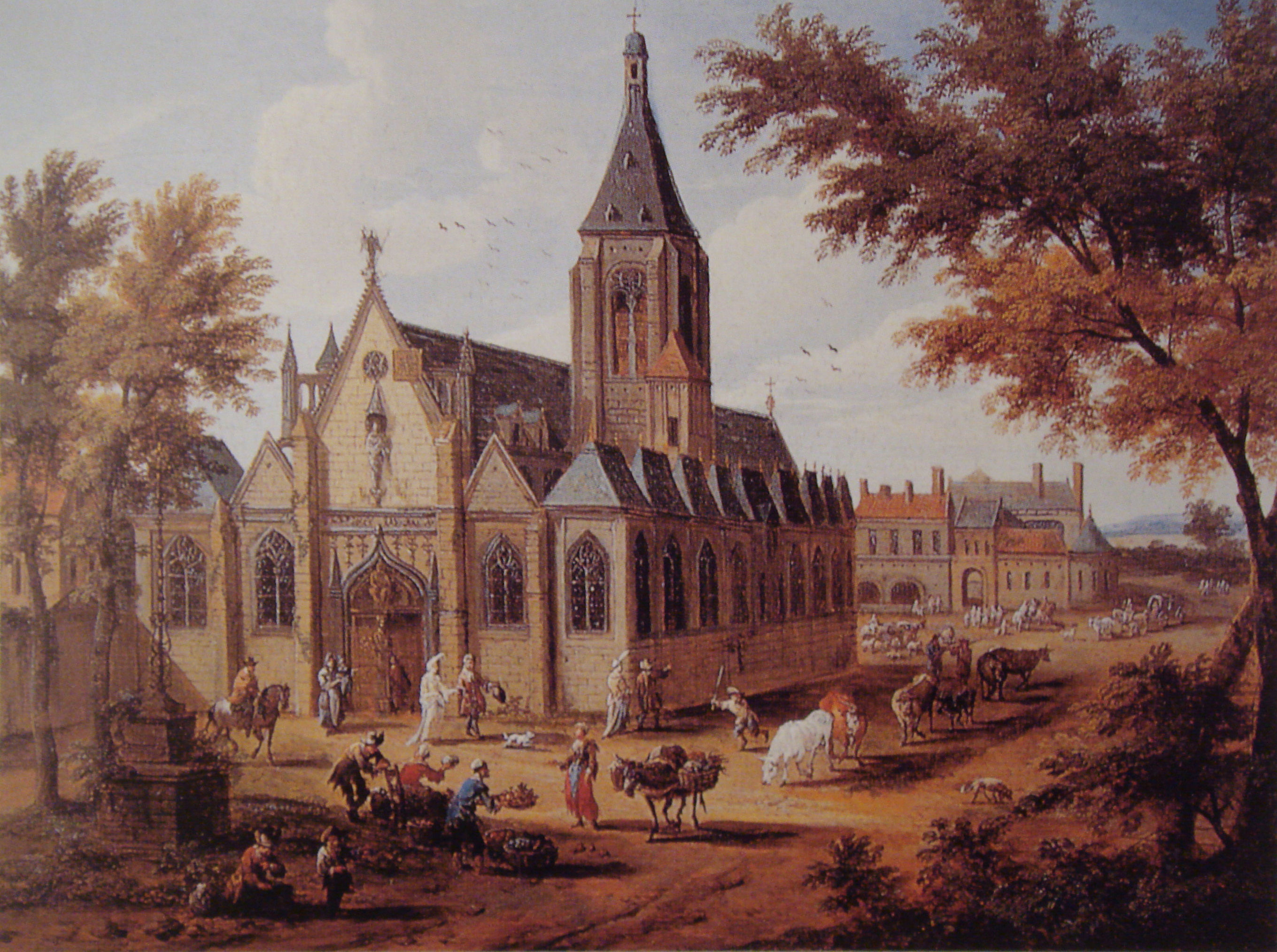
Chiesa di San Sulpizio - Parigi

Matthijs o Mathys Schoevaerdts (Bruxelles, 1665 – 1702 o 1712 o 1707) è stato un pittore e disegnatore fiammingo.

## Biografia
La data di nascita di quest'artista è incerta: probabilmente nacque tra il 1660 e il 1665, essendo divenuto apprendista di Adriaen Frans Boudewijns il 25 giugno 1682, assieme a Andries Meulebeeck. Nel 1690 entrò a far parte della Corporazione di San Luca di Bruxelles e dal 1692 al 1696 ne divenne decano.
Operò principalmente a Bruxelles tra il 1682 ed il 1702, anno a cui risale la sua ultima opera datata.
Dipingeva scene di vita quotidiana immerse in paesaggi, alla stregua del suo maestro e secondo lo stile di Jan Brueghel il Vecchio, ma anche marine e soggetti storici.
Furono influenzati dal suo stile Johann Graf e Philippe Le Clerc.

## Opere
- Paesaggio con viaggiatori, olio su rame,  27 x 38 cm, Cappella Sistina, Roma[4]
- Paesaggio con contadini che vendono frutta, olio su rame,  27 x 38 cm[5]
- Paesaggio con villaggio, olio su tavola, 21 x 37 cm, Palazzo Pitti, Firenze[6]
- Sagra di paese, olio su tavola,  26 x 37 cm[7]
- Chiesa di San Sulpizio[8]
- Paesaggio con viaggiatori su un sentiero, olio su tavola[9]